# Wo liegt das Paradies
Wo liegt das Paradies (pl. Gdzie jest raj) – album muzyczny niemieckiej piosenkarki Andrei Berg wydany 5 marca 2001 roku.
Album dotarł do 42. miejsca niemieckiej listy przebojów – Media Control Charts.

## Lista utworów
1. "Ich sterbe nicht noch mal" – 03:41
2. "Halt mich ganz fest" – 03:47
3. "Und heute Abend geh ich tanzen" – 03:06
4. "Hör einfach zu" – 03:35
5. "Tango Amore" – 03:30
6. "Wo liegt das Paradies" – 04:15
7. "Du hast mich tausendmal belogen" – 03:44
8. "Heut' wird ein Stern verglüh'n" – 04:28
9. "Du warst nicht frei für mich" – 03:31
10. "Und dann seh ich deine Augen" – 02:50
11. "Barfuß durch die Nacht" – 03:27
12. "Wenn der Himmel brennt" – 03:42